# Francis Garnier

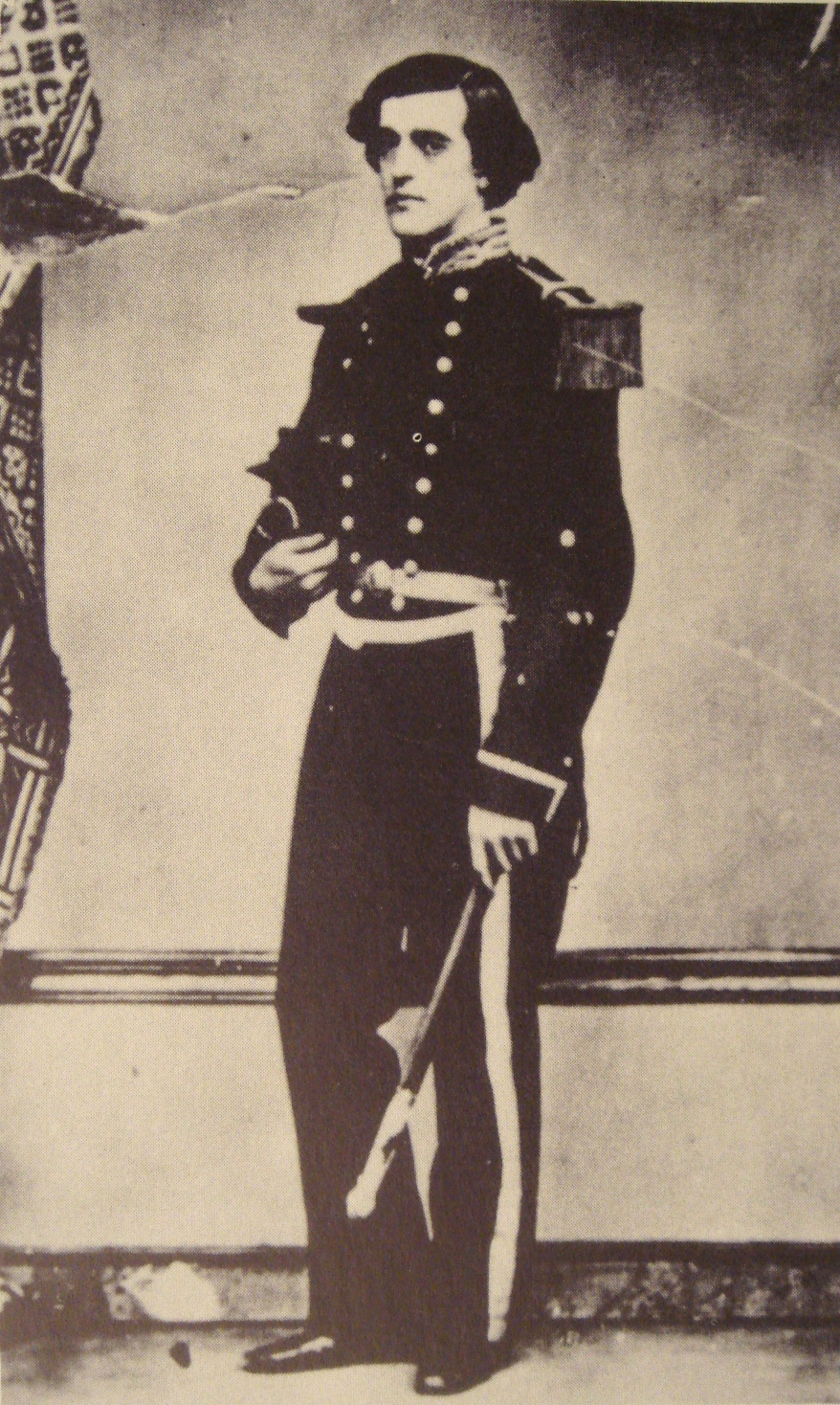
Francis Garnier.

Marie Joseph François Garnier, vanligen kallad Francis Garnier, född 25 juli 1839 i Saint-Étienne, död 21 december 1873 i Hanoi, var en fransk sjöofficer och forskningsresande.
Han deltog 1860-62 i fälttåget mot Cochinkina, fick sedan plats i förvaltningen av den franska kolonien där och var därefter deltagare i samt efter chefens, Ernest Doudart de Lagrées, död ledare av den stora expedition, som 1866 utsändes från Kochinkina för att undersöka det inre av Sydostasien och vars vetenskapliga resultat han 1873 utgav under titel Voyage a l'éxploration en Indo-Chine. 
Efter ett par års vistelse i hemlandet, där han deltog i försvaret av Paris (1870-71), mot vars kapitulation han protesterade, återvände han till Östasien, företog en kortare forskningsresa längs övre Yangtzefloden (Voyage dans la Chine centrale, i Bulletin de la Société de géographie. 1874) samt sändes 1873 till Tonkin för att grundlägga en fransk koloni där, erövrade huvudstaden Hanoi, men fann samma år döden i en strid mot kinesiska sjörövare.